# Kharóndasz
Kharóndasz a szicíliai Katané (ókori görög gyarmati) törvényhozója volt az i. e. 6. században. A lokroi-i Zaleukosszal együtt híres, első gyarmati törvényhozóként, és különösen szigorú rendelkezéseiről ismert.

## Élete
Életéről nem sokat tudunk, haláláról viszont ismert az anekdota Diodórosztól: „Egyszer ugyanis a vidéket járva, tőrrel fegyverkezett fel a rablók ellen, s amikor hazatért, éppen ülésezett a népgyűlés, és a tömeg nagy izgalomban volt, ő pedig – kíváncsian a viszály okaira – odament. Csakhogy korábban hozott egy törvényt, amely megtiltotta, hogy valaki fegyveresen belépjen a népgyűlésre. Megfeledkezett róla, hogy övén ott függ a tőr, ezzel alkalmat adott néhány ellenségének, hogy vádat emeljenek ellene. Egyikük így szólt:
– Érvénytelenítetted saját törvényedet! – Zeuszra – mondta –, éppen érvényesebbé teszem! – és kihúzva tőrét ledöfte magát. (Egyes szerzők azonban a syrakusai törvényhozónak, Dioklésnak tulajdonítják ezt a tettet.)”

## Törvényei
Híres az a rendelkezése, mely szerint az új törvényjavaslatok beterjesztését korlátozta. „Elrendelte ugyanis, hogy aki meg akar változtatni egy törvényt, amikor beterjeszti módosítási indítványát, kössön hurkot a nyakára, és így maradjon, míg csak döntést nem hoz a népgyűlés a törvénymódosításról. Ha az ekklésia (népgyűlés) elfogadja az új változatot, vegyék le a kötelet a javaslattevőről, ha azonban elutasítják a reformot, azon nyomban ki kell végezni őt a hurok megszorításával.”